# Střih (film)

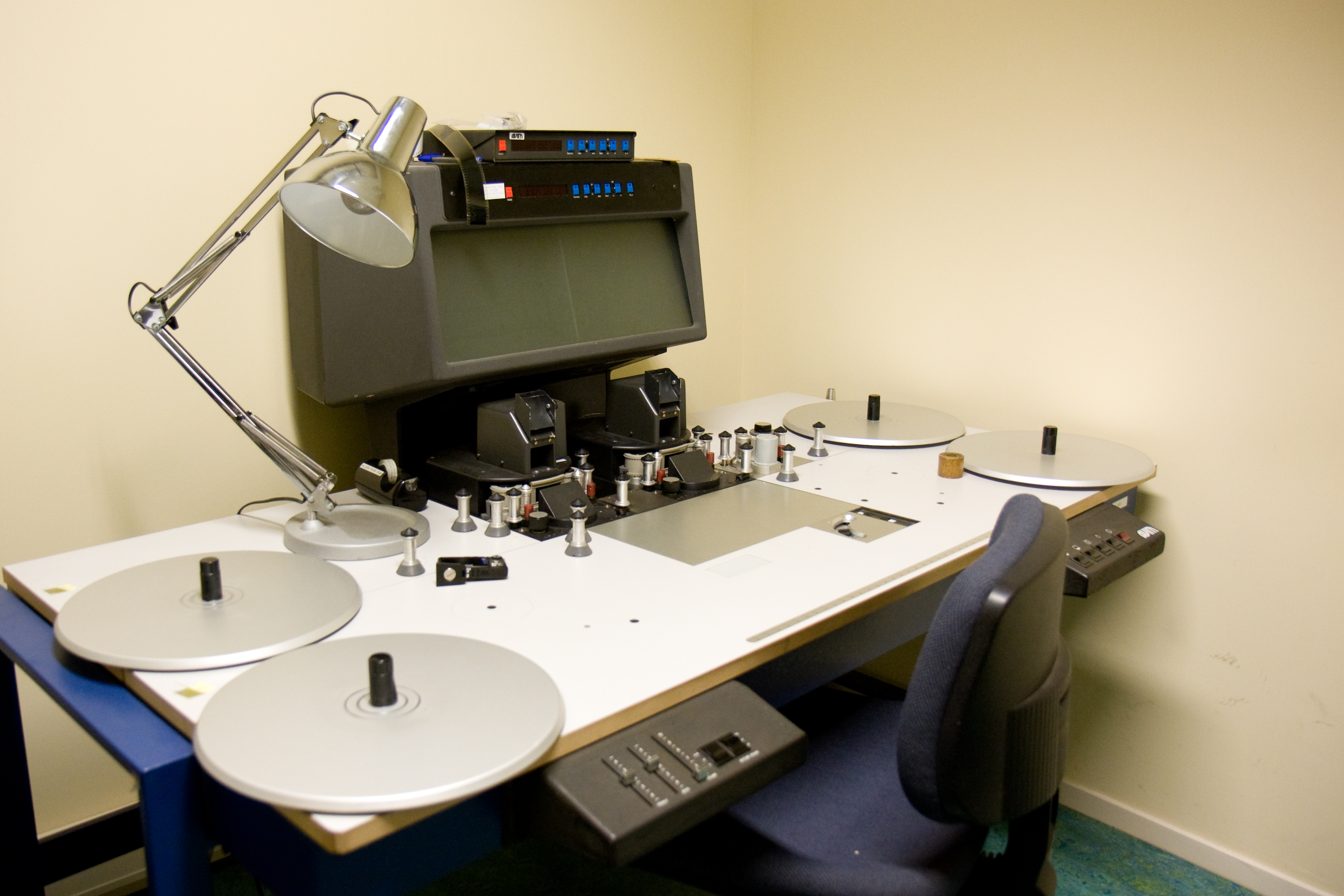
střihačský stůl

Za střih, jinak též střihovou skladbu nebo montáž, případně i sestřih, je považován postup, při kterém se jednotlivé filmové záběry skládají do vzájemných vazeb tak, aby vytvořily vyšší významový celek. Jde tedy o spojení dvou záběrů, jejichž konfrontací vzniká buď asociační vazba, rozvinutí děje nebo kontrast. Z toho vyplývá, že teprve a pouze montáží vzniká kinematografické vyprávění.
Tuto skutečnost si pravděpodobně vůbec poprvé v dějinách kinematografie uvědomil George Albert Smith, když v roce 1900 použil střih jako interpunkci v krátkém snímku Babiččiny brýle na čtení. Výrazně tak předběhl všechny své současníky. Ti buď kvůli krátké stopáži svých filmů střih nepoužívali vůbec (jednalo se tedy o jednozáběrové filmy jako Odchod z továrny nebo Příjezd vlaku do stanice La Ciotat) nebo pro ně představoval pouze nutné oddělení samostatných dějových aktů (např. Výprava na Měsíc z roku 1902 Georgese Mélièse).
Širší pojetí střihu jako nástroje vyprávění ale v delších dílech uplatnil až Edwin S. Porter, jeden z prvních Edisonových kameramanů. V jeho prvním filmu Život amerického hasiče už můžeme pozorovat první paralelní montáž, kterou o několik let později rozvinul David Wark Griffith.

## Kulešovův efekt
Lev Kulešov byl sovětský filmový teoretik a montážník, přednášející principy filmového umění na Moskevské filmové škole, který stál u zrodu montáže samotné a pomohl ustanovit její zákonitosti. Pro Kulešova byla základní podstatou filmu montáž, juxtapozice, střet jednoho záběru s druhým. Podle Kulešova je záběr, podobně jako tón nebo slovo, pouze základní surovinou a teprve střihovou skladbou získává přesah a významově ovlivňuje záběry ostatní, takže význam získává teprve a pouze střihačovým zásahem. Důkaz přinesl ve slavném experimentu, který se dnes označuje jako Kulešovův efekt.
Natočil delší detailní záběr tváře herce Ivana Mozžuchina, kterého instruoval tak, aby se tvářil co nejvíce neutrálně. Tento záběr rozstřihl a proložil třemi stejně dlouhými prostřihy: záběrem kouřící polévky, záběrem otevřené rakve s mrtvolou mladé ženy a nakonec záběrem hrajícího si dítěte. Tento krátký snímek promítl zkušebnímu vzorku nic netušících diváků. Účinek na publikum byl ohromný. Vsevolod I. Pudovkin, další otec sovětské montáže, o tom později napsal: „Když jsme ukázali tyto tři kombinace divákům, kteří nebyli do tajemství zasvěceni, účinek byl neobyčejný. Diváci byli nadšeni hercovou hrou.“
Kulešov tím dokázal, že záběr je ze své podstaty mnohoznačný a v závislosti na celku může v podstatě znamenat cokoli.

## Význam pozice filmového střihače
Český ekvivalent anglického označení editing (doslova editace) ne úplně jasně vystihuje význam práce filmového střihače. V očích mnoha laiků je střihač dokonce nekvalifikovaným pracovníkem, „který slepuje jednotlivé filmové pásy“. Co do významu editora (střihače) je však opak pravdou. V mnoha anglosaských produkcích má pozice střihače význam téměř srovnatelný s pozicí režiséra filmu.
V praxi je to totiž právě střihač, kdo filmovému dílu dává konečnou podobu. V situacích, kdy se při konečné editaci (střihu) rozchází názor režiséra a editora (respektive producentů), dochází ke vzniku oficiální verze filmu a teprve dodatečně je zhotovena i (většinou obsáhlejší) samostatná režisérská verze filmu. Ta většinou nebývá určena pro běžnou distribuci.